# هراکلس مقدونی
هراکلس مقدونی (حدود ۳۲۷ – ۳۰۹ پ. م) احتمالاً فرزند نامشروع اسکندر کبیر از بارسینه بوده‌است. بارسینه دختر آرتاباز، ساتراپ فریگیه هلسپونت، بود. او را به افتخار هراکلس، قهرمان اسطوره‌ای یونان، چنین نامیدند. هراکلس همان است که دودمان آرگید خود را از نسل وی می‌دانست.
معلوم نیست که آیا هراکلس واقعاً پسر اسکندر بوده‌است یا نه. از منابع باستان، پلوتارک و یوستین به بارسینه و هراکلس اشاره می‌کنند ولی آریان در آناباسیس اسکندر در این باره سکوت کرده‌است.